# Eton (Georgia)
Eton – miasto w Stanach Zjednoczonych, w stanie Georgia, w hrabstwie Murray.